# Isohypsibius chiarae
Isohypsibius chiarae är en djurart som tillhör fylumet trögkrypare, och som beskrevs av Walter Maucci 1987. Isohypsibius chiarae ingår i släktet Isohypsibius och familjen Hypsibiidae. Inga underarter finns listade i Catalogue of Life.